# Nederlandse kampioenschappen atletiek 1987
In 1987 werden de Nederlandse kampioenschappen atletiek gehouden op 11 en 12 juli op de kunststofbaan in de Leidse Hout in Leiden. De organisatie was in handen van AV Holland.
Hoogtepunt van deze kampioenschappen was de strijd bij het verspringen tussen Emiel Mellaard en Frans Maas, die elkaar opjoegen tot sprongen voorbij de 8 meter grens. Dat het niet tot een nieuw nationaal record kwam lag aan de wind, die wat al te enthousiast meeblies. Dieptepunt was de diskwalificatie van 
Nelli Cooman vanwege de naam van haar sponsor op haar wedstrijdshirt, wat tegen de regels was.

## Uitslagen

### 100 m
| wind: +0,74 m/s | wind: +0,74 m/s    | wind: +0,74 m/s |
| rang            | atleet             | prestatie       |
| --------------- | ------------------ | --------------- |
| Goud            | Achmed de Kom      | 10,53 s         |
| Zilver          | Mark van der Krogt | 10,73 s         |
| Brons           | Paul Dijkstra      | 10,81 s         |

| wind: +0,90 m/s | wind: +0,90 m/s  | wind: +0,90 m/s |
| rang            | atlete           | prestatie       |
| --------------- | ---------------- | --------------- |
| Goud            | Claudia Elissen  | 11,72 s         |
| Zilver          | Marjan Olyslager | 11,77 s         |
| Brons           | Marijke van Zon  | 11,86 s         |

### 200 m
| wind: +0,47 m/s | wind: +0,47 m/s | wind: +0,47 m/s |
| rang            | atleet          | prestatie       |
| --------------- | --------------- | --------------- |
| Goud            | Achmed de Kom   | 20,92 s         |
| Zilver          | Junior de Lain  | 21,08 s         |
| Brons           | Arjen Visserman | 21,20 s         |

| wind: +2,34 m/s | wind: +2,34 m/s | wind: +2,34 m/s |
| rang            | atlete          | prestatie       |
| --------------- | --------------- | --------------- |
| Goud            | Yvonne van Dorp | 23,91 s         |
| Zilver          | Marjo van Agt   | 24,26 s         |
| Brons           | Marijke van Zon | 24,37 s         |

### 400 m
| rang   | atleet          | prestatie |
| ------ | --------------- | --------- |
| Goud   | Junior de Lain  | 47,44 s   |
| Zilver | Allan Ellsworth | 47,48 s   |
| Brons  | Menno Swier     | 47,89 s   |

| rang   | atlete           | prestatie |
| ------ | ---------------- | --------- |
| Goud   | Yvonne van Dorp  | 53,85 s   |
| Zilver | Desiree de Leeuw | 53,94 s   |
| Brons  | Monique Steenis  | 54,61 s   |

### 800 m
| rang   | atleet           | prestatie |
| ------ | ---------------- | --------- |
| Goud   | Rob Druppers     | 1.47,48   |
| Zilver | Robin van Helden | 1.48,69   |
| Brons  | Marco Leenders   | 1.49,51   |

| rang   | atlete             | prestatie |
| ------ | ------------------ | --------- |
| Goud   | Heidi van de Plas  | 2.09,20   |
| Zilver | Jacky Winkelman    | 2.09,94   |
| Brons  | Liesbeth van Maris | 2.10,14   |

### 1500 m
| rang   | atleet         | prestatie |
| ------ | -------------- | --------- |
| Goud   | Han Kulker     | 3.47,39   |
| Zilver | Corné Peters   | 3.49,09   |
| Brons  | Ed van Gemeren | 3.49,29   |

| rang   | atlete             | prestatie |
| ------ | ------------------ | --------- |
| Goud   | Elly van Hulst     | 4.26,91   |
| Zilver | Christine Toonstra | 4.33,07   |
| Brons  | Margreet Verbeek   | 4.33,73   |

### 5000 m/3000 m
| rang   | atleet        | prestatie |
| ------ | ------------- | --------- |
| Goud   | Tonnie Dirks  | 13.56,31  |
| Zilver | Mark van Rooy | 13.59,79  |
| Brons  | Patrick Aris  | 14.02,88  |

| rang   | atlete         | prestatie |
| ------ | -------------- | --------- |
| Goud   | Elly van Hulst | 9.30,29   |
| Zilver | Rita Delnoye   | 9.32,71   |
| Brons  | Marjan Freriks | 9.35,13   |

### 110 m horden/100 m horden
| wind: +2,44 m/s | wind: +2,44 m/s | wind: +2,44 m/s |
| rang            | atleet          | prestatie       |
| --------------- | --------------- | --------------- |
| Goud            | Ruud van Maurik | 14,04 s         |
| Zilver          | Robert de Wit   | 14,07 s         |
| Brons           | Ysbrand Visser  | 14,33 s         |

| wind: +1,45 m/s | wind: +1,45 m/s  | wind: +1,45 m/s |
| rang            | atlete           | prestatie       |
| --------------- | ---------------- | --------------- |
| Goud            | Marjan Olyslager | 13,27 s         |
| Zilver          | Ine Langenhuizen | 13,49 s         |
| Brons           | Tineke Hidding   | 13,61 s         |

### 400 m horden
| rang   | atleet           | prestatie |
| ------ | ---------------- | --------- |
| Goud   | Marco Beukenkamp | 51,76 s   |
| Zilver | Ysbrand Visser   | 53,11 s   |
| Brons  | Louis Gerards    | 53,23 s   |

| rang   | atlete           | prestatie |
| ------ | ---------------- | --------- |
| Goud   | Mirian Knijn     | 58,75 s   |
| Zilver | Gretha Tromp     | 60,34 s   |
| Brons  | Eveline van Hees | 60,87 s   |

### 3000 m steeple
| rang   | atleet              | prestatie |
| ------ | ------------------- | --------- |
| Goud   | Herman Hofstee      | 8.53,84   |
| Zilver | Dik Jan Hoogstraten | 9.02,44   |
| Brons  | Nico Vessies        | 9.10,96   |

### 20 km snelwandelen
| rang   | atleet          | prestatie  |
| ------ | --------------- | ---------- |
| Goud   | Jan Cortenbach  | 1:32.34,11 |
| Zilver | Ton van Andel   | 1:33.36,4  |
| Brons  | Harold van Beek | 1:39.37,81 |

### Verspringen
| rang   | atleet          | prestatie          |
| ------ | --------------- | ------------------ |
| Goud   | Emiel Mellaard  | 8,19 m (+2,29 m/s) |
| Zilver | Frans Maas      | 8,02 m (+3,25 m/s) |
| Brons  | Jeroen Ooievaar | 7,57 m (+3,57 m/s) |

| rang   | atlete             | prestatie          |
| ------ | ------------------ | ------------------ |
| Goud   | Mieke van der Kolk | 6,36 m (+2,85 m/s) |
| Zilver | Tineke Hidding     | 6,35 m (+2,10 m/s) |
| Brons  | Edine van Heezik   | 6,22 m (+1,35 m/s) |

### Hink-stap-springen
| rang   | atleet        | prestatie           |
| ------ | ------------- | ------------------- |
| Goud   | Frans Maas    | 16,36 m (+3,02 m/s) |
| Zilver | Paul Lucassen | 15,84 m (+2,17 m/s) |
| Brons  | Roy Sedoc     | 15,52 m (+2,75 m/s) |

### Hoogspringen
| rang   | atleet        | prestatie |
| ------ | ------------- | --------- |
| Goud   | Marco Schmidt | 2,11 m    |
| Zilver | Rik Wijnants  | 2,08 m    |
| Brons  | Arno Tavenier | 2,05 m    |

| rang   | atlete          | prestatie |
| ------ | --------------- | --------- |
| Goud   | Ella Wijnants   | 1,81 m    |
| Zilver | Jolanda Bleeker | 1,81 m    |
| Brons  | Ellen Neelen    | 1,78 m    |

### Polsstokhoogspringen
| rang   | atleet             | prestatie |
| ------ | ------------------ | --------- |
| Goud   | Robert de Wit      | 5,00 m    |
| Zilver | Gijsbert de Ruiter | 4,80 m    |
| Brons  | Jan Harland        | 4,80 m    |

### Kogelstoten
| rang   | atleet          | prestatie |
| ------ | --------------- | --------- |
| Goud   | Erik de Bruin   | 18,46 m   |
| Zilver | Rob Bakker      | 17,16 m   |
| Brons  | Marco Versterre | 17,01 m   |

| rang   | atlete         | prestatie |
| ------ | -------------- | --------- |
| Goud   | Deborah Dunant | 16,13 m   |
| Zilver | Pietula Zomer  | 14,66 m   |
| Brons  | Christa Speyer | 13,90 m   |

### Discuswerpen
| rang   | atleet          | prestatie |
| ------ | --------------- | --------- |
| Goud   | Erik de Bruin   | 63,14 m   |
| Zilver | Wim de Wolff    | 56,56 m   |
| Brons  | Marco Versterre | 55,06 m   |

| rang   | atlete           | prestatie |
| ------ | ---------------- | --------- |
| Goud   | Deborah Dunant   | 52,84 m   |
| Zilver | Bea Wiarda       | 52,22 m   |
| Brons  | Jannet van Noord | 48,78 m   |

### Speerwerpen
| rang   | atleet              | prestatie |
| ------ | ------------------- | --------- |
| Goud   | Jeroen van der Meer | 73,08 m   |
| Zilver | Keith Beard         | 68,56 m   |
| Brons  | Johan van Lieshout  | 67,88 m   |

| rang   | atlete             | prestatie |
| ------ | ------------------ | --------- |
| Goud   | Gerda Blokziel     | 52,26 m   |
| Zilver | Bernadette Fransen | 50,36 m   |
| Brons  | Ingrid Lammertsma  | 50,26 m   |

### Kogelslingeren
| rang   | atleet             | prestatie |
| ------ | ------------------ | --------- |
| Goud   | Peter van Noort    | 61,26 m   |
| Zilver | Frank van der Dool | 58,10 m   |
| Brons  | Chris Hoede        | 56,02 m   |

1904 · 
1908 · 
1909 · 
1910 · 
1911 · 
1912 · 
1913 · 
1914 · 
1915 · 
1917 · 
1918 · 
1919 · 
1920 · 
1921 · 
1922 · 
1923 · 
1924 · 
1925 · 
1926 · 
1927 · 
1928 · 
1929 · 
1930 · 
1931 · 
1932 · 
1933 · 
1934 · 
1935 · 
1936 · 
1937 · 
1938 · 
1939 · 
1940 · 
1941 · 
1942 · 
1943 · 
1944 · 
1946 · 
1947 · 
1948 · 
1949 · 
1950 · 
1951 · 
1952 · 
1953 · 
1954 · 
1955 · 
1956 · 
1957 · 
1958 · 
1959 · 
1960 · 
1961 · 
1962 · 
1963 · 
1964 · 
1965 · 
1966 · 
1967 · 
1968 · 
1969 · 
1970 · 
1971 · 
1972 · 
1973 · 
1974 · 
1975 · 
1976 · 
1977 · 
1978 · 
1979 · 
1980 · 
1981 · 
1982 · 
1983 · 
1984 · 
1985 · 
1986 · 
1987 · 
1988 · 
1989 · 
1990 · 
1991 · 
1992 · 
1993 · 
1994 · 
1995 · 
1996 · 
1997 · 
1998 · 
1999 · 
2000 · 
2001 · 
2002 · 
2003 · 
2004 · 
2005 · 
2006 · 
2007 · 
2008 · 
2009 · 
2010 · 
2011 · 
2012 · 
2013 · 
2014 · 
2015 · 
2016 ·
2017 ·
2018 ·
2019 ·
2020 ·
2021 ·
2022 ·
2023 ·
2024 ·
2025